# Мартинци
Мартинци су насеље у граду Сремска Митровица, у Сремском округу, у Србији. Према попису из 2022. било је 2590 становника.
Овде се налази православна црква Светог Николе, као споменик културе од великог значаја и железничка станица Мартинци.

## Географија
Мартинци су једно од највећих села сремскомитровачке општине. Изграђени су на ободу алувијалне терасе, неколико километара северно од реке Саве, 14 км западно од Сремске Митровице. Кроз њих пролази пут Сремска Митровица – Шид, а северно су пруга и ауто-пут истог пуг Сремска Митровица – Шид.
Атар села има површину од 66,7 км² и највећи је у општини. Он се на западу граничи хатарима села Босут и Кузмин, на северу са хатаром Чалме, а на истоку хатаром Лаћарка. Јужну границу чини река Сава.

## Историја
Ово је старо село које историјски извори помињу још у предтурско време, 1445. године. За време Римског царства место се звало Будалија, где је 201. годинe рођен први римски цар са простора данашње Србије Трајан Деције.
Мартинци су били насељени и у време Турака, као и у аустријско време. Тада се први пут помињу под овим именом (1734. године). Положај на граници две геоморфолошке целине и окружење добрим земљама, омогућили су развој великог и богатог насеља.
Мартинци су то искористили и још почетком 20. века имали су преко 4.000 становника, односно били су највеће село на овом подручју. У најновије време, када је процес урбанизације постао важан за развитак села, они полако посустају и уступају примат селима ближој Сремској Митровици.
Овде се још увек највећи део активног становништва бави пољопривредом, а сем једног млина нема других индустријских грађевина.

## Демографија
У насељу Мартинци живи 2939 пунолетних становника, а просечна старост становништва износи 41,1 година (39,4 код мушкараца и 42,9 код жена). У насељу има 1133 домаћинства, а просечан број чланова по домаћинству је 3,21.
Ово насеље је великим делом насељено Србима (према попису из 2002. године), а у последња три пописа, примећен је пад у броју становника.
|  |

| Демографија | Демографија | Демографија |
| Година      | Становника  | Становника  |
| ----------- | ----------- | ----------- |
| 1948.       | 4.146       |             |
| 1953.       | 4.136       |             |
| 1961.       | 4.396       |             |
| 1971.       | 4.003       |             |
| 1981.       | 3.975       |             |
| 1991.       | 3.663       | 3.615       |
| 2002.       | 3.639       | 3.712       |

| Етнички састав према попису из 2002.‍ | Етнички састав према попису из 2002.‍ | Етнички састав према попису из 2002.‍ | Етнички састав према попису из 2002.‍ | Етнички састав према попису из 2002.‍ |
| ------------------------------------ | ------------------------------------ | ------------------------------------ | ------------------------------------ | ------------------------------------ |
|                                      |                                      |                                      |                                      |                                      |
| Срби                                 | Срби                                 |                                      | 3.441                                | 94,55%                               |
| Југословени                          | Југословени                          |                                      | 48                                   | 1,31%                                |
| Хрвати                               | Хрвати                               |                                      | 25                                   | 0,68%                                |
| Мађари                               | Мађари                               |                                      | 8                                    | 0,21%                                |
| Црногорци                            | Црногорци                            |                                      | 6                                    | 0,16%                                |
| Муслимани                            | Муслимани                            |                                      | 6                                    | 0,16%                                |
| Македонци                            | Македонци                            |                                      | 4                                    | 0,10%                                |
| Украјинци                            | Украјинци                            |                                      | 3                                    | 0,08%                                |
| Словаци                              | Словаци                              |                                      | 3                                    | 0,08%                                |
| Румуни                               | Румуни                               |                                      | 3                                    | 0,08%                                |
| Русини                               | Русини                               |                                      | 2                                    | 0,05%                                |
| Немци                                | Немци                                |                                      | 2                                    | 0,05%                                |
| Роми                                 | Роми                                 |                                      | 1                                    | 0,02%                                |
| непознато                            | непознато                            |                                      | 18                                   | 0,49%                                |

| Година пописа     | 1948. | 1953. | 1961. | 1971. | 1981. | 1991. | 2002. |
| ----------------- | ----- | ----- | ----- | ----- | ----- | ----- | ----- |
| Број домаћинстава | 989   | 1.056 | 1.190 | 1.194 | 1.217 | 1.190 | 1.133 |

| Број чланова      | 1   | 2   | 3   | 4   | 5   | 6  | 7  | 8 | 9 | 10 и више | Просек |
| ----------------- | --- | --- | --- | --- | --- | -- | -- | - | - | --------- | ------ |
| Број домаћинстава | 185 | 291 | 182 | 229 | 128 | 83 | 19 | 9 | 4 | 3         | 3,21   |

| Пол    | Укупно | Неожењен/Неудата | Ожењен/Удата | Удовац/Удовица | Разведен/Разведена | Непознато |
| ------ | ------ | ---------------- | ------------ | -------------- | ------------------ | --------- |
| Мушки  | 1.525  | 465              | 918          | 102            | 38                 | 2         |
| Женски | 1.560  | 273              | 927          | 315            | 45                 | 0         |
| УКУПНО | 3.085  | 738              | 1.845        | 417            | 83                 | 2         |

| Пол    | Укупно                    | Пољопривреда, лов и шумарство | Рибарство                            | Вађење руде и камена | Прерађивачка индустрија       |
| ------ | ------------------------- | ----------------------------- | ------------------------------------ | -------------------- | ----------------------------- |
| Мушки  | 954                       | 496                           | 0                                    | 1                    | 165                           |
| Женски | 552                       | 326                           | 0                                    | 0                    | 41                            |
| УКУПНО | 1.506                     | 822                           | 0                                    | 1                    | 206                           |
| Пол    | Производња и снабдевање   | Грађевинарство                | Трговина                             | Хотели и ресторани   | Саобраћај, складиштење и везе |
| Мушки  | 7                         | 42                            | 60                                   | 13                   | 33                            |
| Женски | 0                         | 1                             | 44                                   | 10                   | 6                             |
| УКУПНО | 7                         | 43                            | 104                                  | 23                   | 39                            |
| Пол    | Финансијско посредовање   | Некретнине                    | Државна управа и одбрана             | Образовање           | Здравствени и социјални рад   |
| Мушки  | 2                         | 1                             | 35                                   | 12                   | 15                            |
| Женски | 4                         | 4                             | 16                                   | 33                   | 31                            |
| УКУПНО | 6                         | 5                             | 51                                   | 45                   | 46                            |
| Пол    | Остале услужне активности | Приватна домаћинства          | Екстериторијалне организације и тела | Непознато            | Непознато                     |
| Мушки  | 21                        | 0                             | 0                                    | 51                   | 51                            |
| Женски | 3                         | 0                             | 0                                    | 33                   | 33                            |
| УКУПНО | 24                        | 0                             | 0                                    | 84                   | 84                            |

## Културна добра
- Православна Црква светог Николе у Мартинцима, велики значај.

## Знамените личности
- Трајан Деције, римски цар.
- Јованка Габошац, учесница народноослободилачке борбе.
- Савa Габошац, учесник народноослободилачке борбе.
- Борислав Славкић, учесник народноослободилачке борбе.
- Радослав Шумарски, песник.

## Галерија
- Дом културе Мартинци
- Центар села
- Споменик палим борцима
- Споменик Јованки и Сави Габошац